# 冼村駅
冼村駅（せんそん-えき）は、中華人民共和国広東省広州市天河区に位置する広州地下鉄18号線の駅。将来的には13号線との乗換駅になる予定である。

## 歴史
- 2021年9月28日：18号線の駅として開業[1]。

## 駅構造
島式ホーム1面2線を有する地下駅。磨碟沙側に引き上げ線が2線ある。

### のりば
| 番線 | 路線     | 行先       |
| ---- | -------- | ---------- |
| 1・2 | ■ 18号線 | 万頃沙方面 |

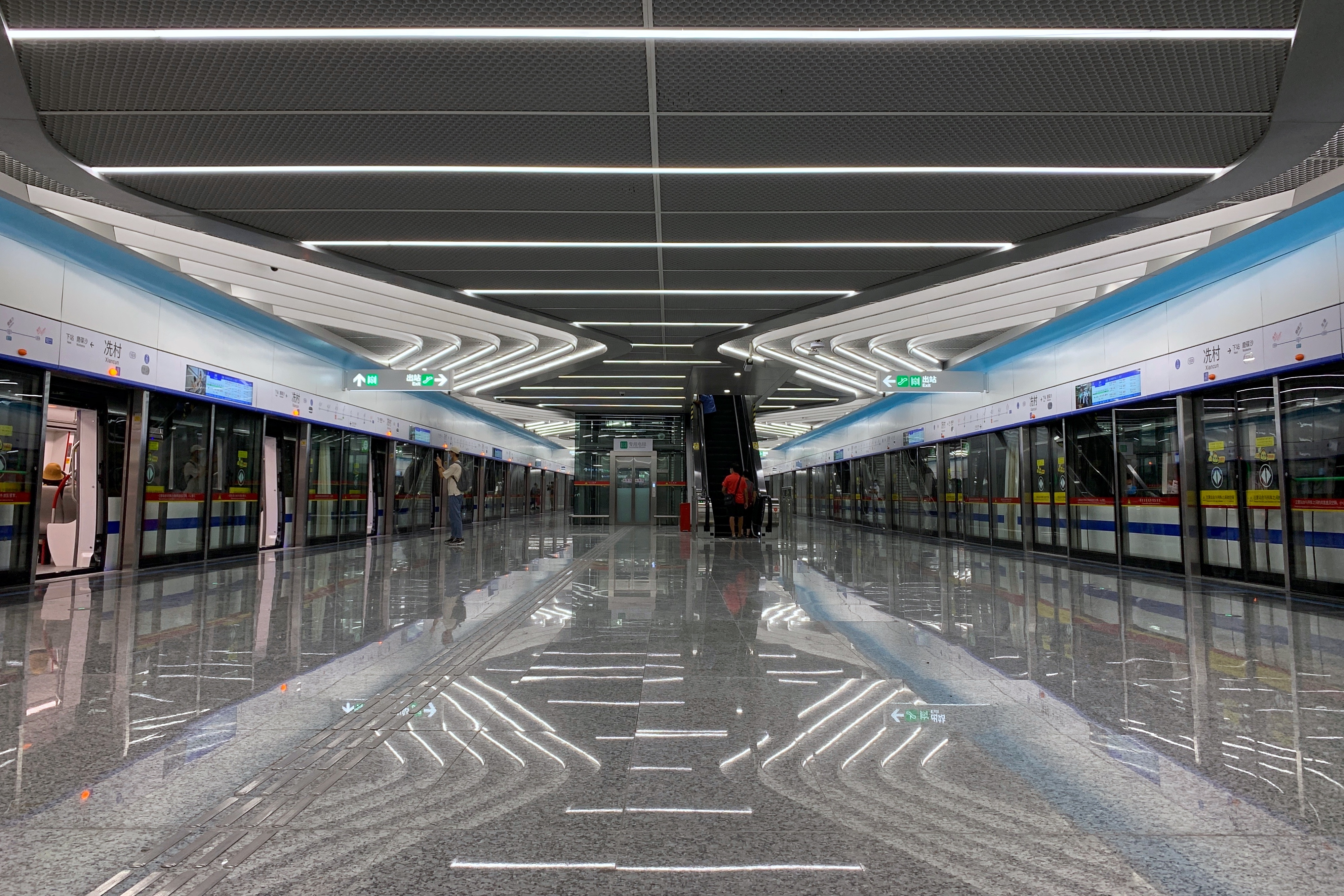
ホーム
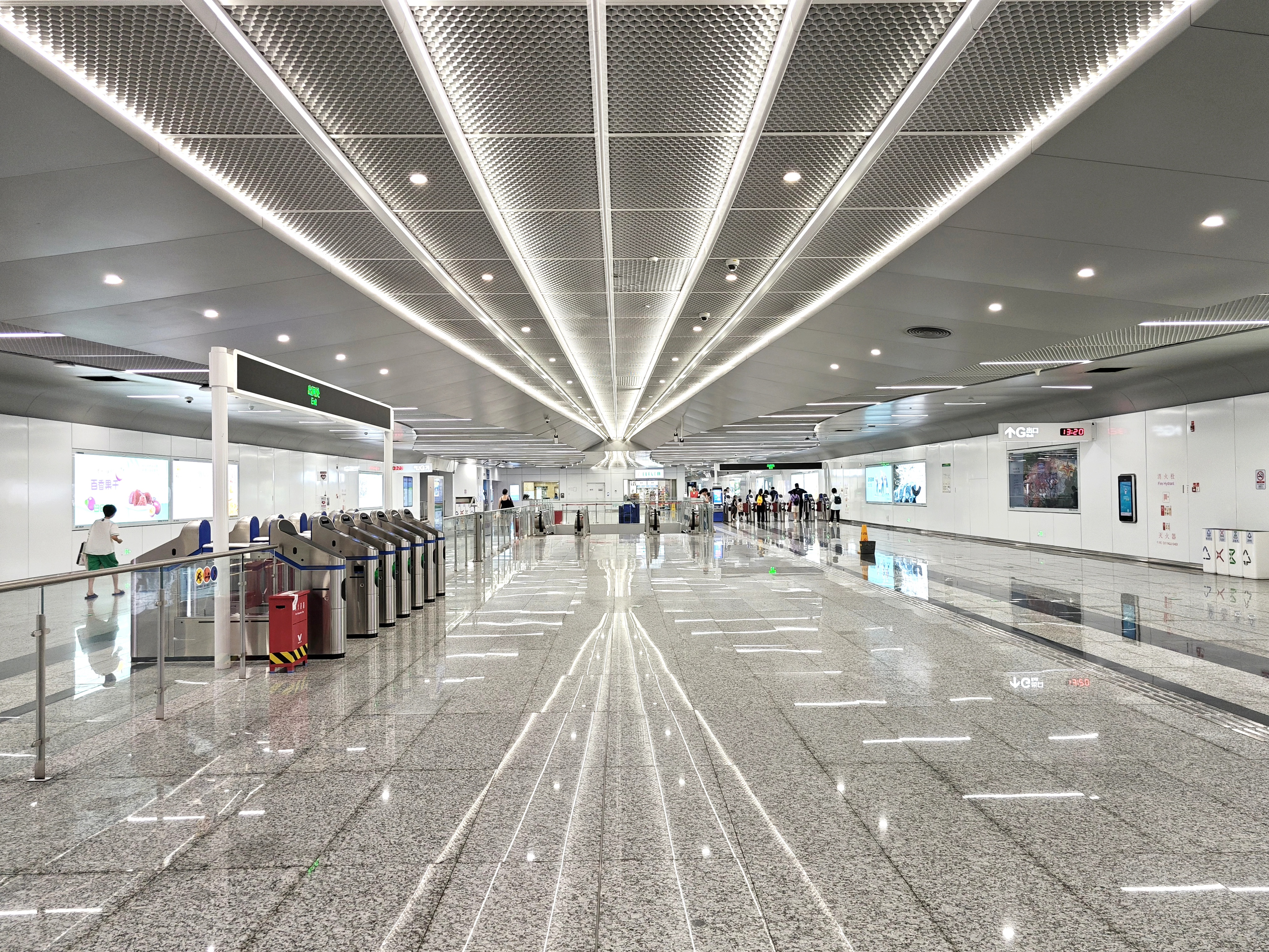
コンコース

## 駅周辺
- 恒大中心
- 富力盈隆広場
- 維家思広場
- 金沢ビル
- 南雅苑小区
- 尚雅小区

## 隣の駅
広州地下鉄
■ 13号線（建設中）
花城広場北駅（仮） - 冼村駅 - 石牌南駅（仮）
■ 18号線
快速・一般
磨碟沙駅 1807 - 冼村駅 1808